# Tả Ao

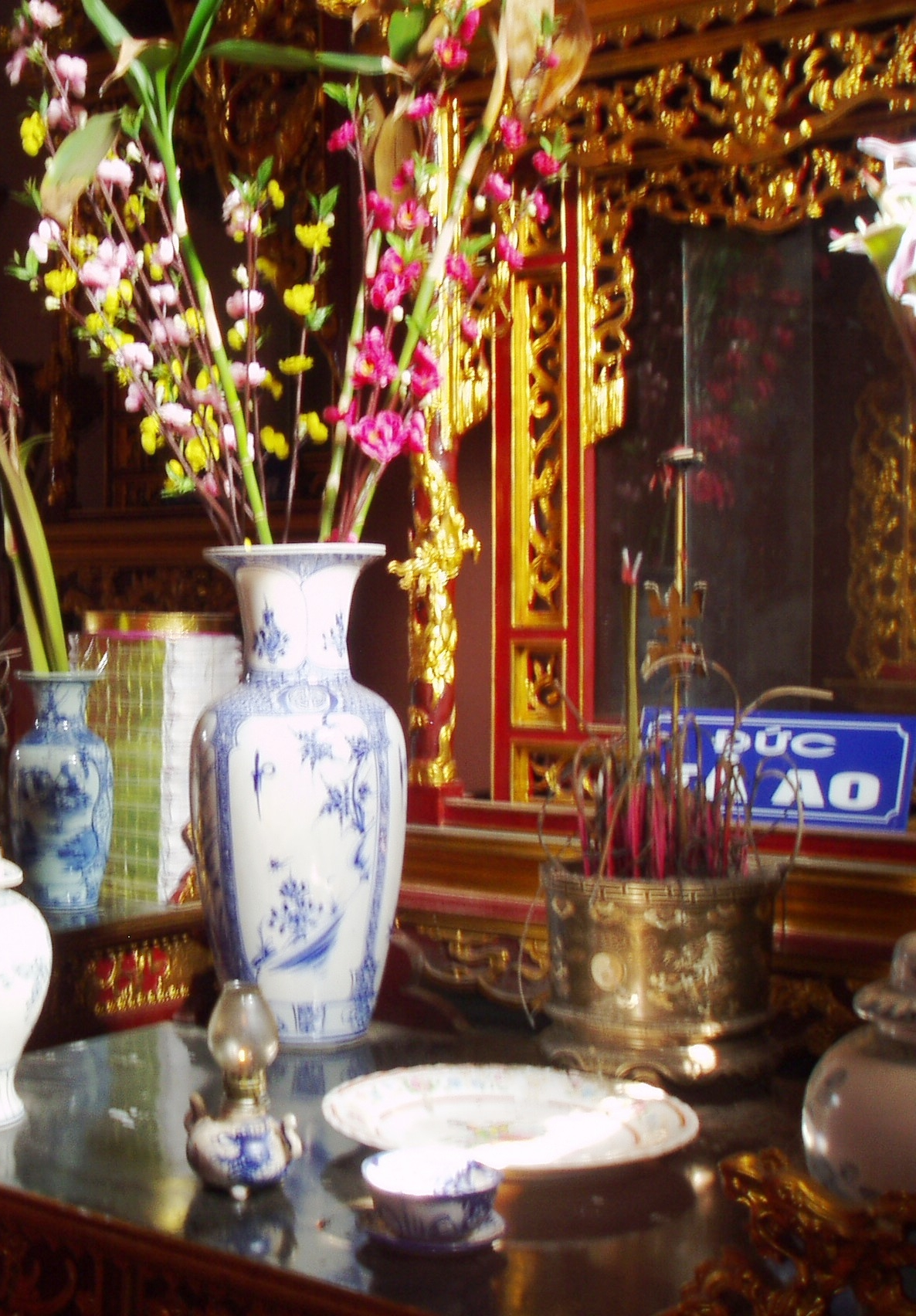
Ban thờ Tả Ao tại đền Nam Trì.

Tả Ao (左幼) hay Tả Ao tiên sinh (左幼先生), là một thầy địa lý phong thủy người Việt Nam sống ở khoảng thế kỷ 15 hoặc thế kỷ 17 (theo các tài liệu khác nhau). Ông được cho là tác giả của một số cuốn sách Hán Nôm cổ truyền bá thuật phong thủy của Việt Nam. Cuộc đời ông cũng gắn với nhiều giai thoại trong dân gian về hành trạng thuật phong thủy của ông ở các làng xã Việt Nam thời xưa.

## Cuộc đời
Tả Ao có quê ở làng Tả Ao, phủ Đức Quang, trấn Nghệ An (nay thuộc xã Xuân Giang, huyện Nghi Xuân, tỉnh Hà Tĩnh). Cái tên Tả Ao không phải là tên thật của ông, mà là tên làng quê của ông, được ông lấy làm tên hiệu và gắn với tác phẩm của mình. Cũng tương truyền, tên ông được người xưa lấy tên làng, nơi ông sinh ra để gọi, mà không gọi tên thật. Có nhiều tài liệu khác nhau về tên thật của ông. Theo Lịch triều hiến chương loại chí của Phan Huy Chú, ông tên là Hoàng Chiêm hay Hoàng Chỉ. Còn trong dân gian, xuất phát từ quê hương ông, lưu truyền tên gọi thật là Vũ Đức Huyền. Cũng có nguồn nói rằng ông có tên là Nguyễn Đức Huyền.
Tả Ao sinh vào khoảng năm Nhâm Tuất (1442), sống thời Lê sơ (Lê Thánh Tông, Lê Hiến Tông và Lê Uy Mục, tức là khoảng những năm 1442-1509) . Cũng có tài liệu cho rằng Tả Ao sinh sống trong khoảng đời vua Lê Hy Tông (1675-1705). Ngoài ra, các sách Địa lý phong thủy Tả Ao và Địa lý Tả Ao chính tông của tác giả Vương Thị Nhị Mười; Nghiên cứu Phong thủy và Phong thủy Việt Nam của Ngô Nguyên Phi... cũng có trình bày sơ lược về lai lịch Tả Ao.
Các sử gia thời Lê Nguyễn đều không chép về ông nên cuộc đời ông chỉ được chép tản mát trong một số truyện, sách đại lý phong thủy thời nhà Nguyễn và sau này. Sách Hán Nôm được cho là do Tả Ao truyền lại gồm: Tả Ao chân truyền di thư Lưu trữ ngày 24 tháng 5 năm 2018 tại Wayback Machine (左 幼 真 傳 遺 書), Tả Ao chân truyền tập (左 幼 真 傳 集), Tả Ao chân truyền địa lý (5 tập-左 幼 真 傳 地 理), Tả Ao tiên sinh bí truyền gia bảo trân tàng (左 幼 先 生 祕 傳 家 寶 珍 藏), Tả Ao tiên sinh địa lý (左 幼 先 生 地 理), Tả Ao xã tiên sư thư truyền bí mật các lục (左 幼 社 先 師 書 傳 祕 宓各 局). Các tác phẩm này hiện lưu trữ ở Viện Nghiên cứu Hán Nôm. Tuy nhiên Viện Hán Nôm cũng chú thích rằng: Tả Ao là tên hiệu của Hoàng Chiêm.
Tả Ao còn để lại hai bộ sách, đó là: Địa đạo Diễn ca (120 câu văn vần), Dã đàm hay Tầm Long gia truyền Bảo đàm (văn xuôi) và một số dị bản khác: "Phong thủy Địa lý Tả Ao Địa lý vi sư pháp", "Phong thủy Địa lý Tả Ao Bảo ngọc thư" (của Vương Thị Nhị Mười-Nhà xuất bản Mũi Cà Mau-2005) và "Dã đàm Tả Ao" (của Cao Trung xuất bản tại Sài Gòn năm 1974)"...
Các sách vở cũng như truyền thuyết đều coi ông là Thánh Địa lý Tả Ao, trạng Tả Ao, là thủy tổ khai môn, đệ nhất về địa lý phong thủy Việt Nam, giỏi địa lý phong thủy như Cao Biền của Trung Quốc. Người đời xưa còn truyền lại bài thơ ca ngợi ông:
Tả Ao phong thủy nhất trên đời
Hoạ phúc cầm cân định chẳng sai
Mắt Thánh trông xuyên ba thước đất
Tay Thần xoay chuyển bốn phương Trời 
Chân đi Long Hổ luồn qua gót
Miệng gọi trâu dê ứng trả lời
Ai muốn cầu sao cho được vậy
Mấy ai địa lý được như ngài

## Giai thoại và truyền thuyết
Tả Ao Tiên sinh - Thầy địa lý Tả Ao là ông Mỗ (không xác định được danh tính). Thuở nhỏ, mồ côi cha, nhà nghèo, mẹ mắt lòa, ông theo một khách buôn ở phố Phù Thạch (gần rú Thành ở Nghệ An) về Tàu để lấy thuốc chữa bệnh cho thân mẫu. Thầy thuốc khen Tả Ao có hiếu nên hết lòng dạy cho. Khi có thầy địa lý bị mù loà mời ông thầy đến chữa, do già yếu nên ông thầy sai Tả Ao đi chữa thay. Khi Tả Ao chữa khỏi mù loà, ông thầy địa lý nhìn thấy Tả Ao nghĩ bụng: Người này có thể truyền nghề cho được đây. Tả Ao cũng có ý muốn học, vả lại thấy Tả Ao thông minh, hiếu học, để trả ơn chữa bệnh nên thầy địa lý nọ đã truyền hết nghề, hơn một năm đã giỏi. Để thử tay nghề của học trò, ông thầy bèn đổ cát thành hình núi sông và vùi một trăm đồng tiền ở các huyệt đạo, rồi bảo Tả Ao tìm thấy huyệt thì xuyên kim xuống. Tả Ao đã cắm được chín chín kim đúng lỗ đồng tiền (chính huyệt), chỉ sai có một. Xong ông thầy nói: Nghề của ta đã sang nước Nam mất rồi. Rồi cho Tả Ao cái tróc long và thần chú. Tả Ao về nước Nam chữa khỏi bệnh cho thân mẫu.
Trước khi từ biệt, ông thầy địa lý bên Tàu dặn: Khi về Nam, nếu qua núi Hồng Lĩnh thì đừng lên. Nhưng một lần đi qua Hồng Lĩnh, không hiểu duyên cớ gì Tả Ao lại lên núi và thấy kiểu đất Cửu long tranh châu (chín rồng tranh ngọc), mừng mà nói rằng: Huyệt đế vương đây rồi, thầy dặn không lên là vì thế. Bèn đưa mộ cha về táng ở đấy. Ít lâu, vợ Tả Ao sinh hạ được một con trai.
Khi ấy, nhà Minh bên Trung Quốc, các thầy thiên văn phát hiện các vì tinh tú đều chầu về nước Nam nên tâu với nhà vua, ý là nước Nam được đất sẽ sinh ra người tài, sẽ hại cho nhà Minh. Vua bèn truyền các thầy địa lý là nếu ai đặt đất hoặc dạy cho người Nam thì phải sang tìm mà phá đi, nếu không sẽ bị tru di tam tộc. Ông thầy của Tả Ao biết là chỉ có học trò của mình mới làm được việc này nên cho con trai tìm đường xuống nước Nam mà hỏi: Từ khi đại huynh về đã cất được mộ phần gia tiên nào chưa. Tả Ao cũng thực tâm thuật lại việc đặt mộ cha mình. Con thầy Tàu dùng mẹo cất lấy ngôi mộ, bắt con trai của Tả Ao đem về Tàu. Rồi thân mẫu của Tả Ao mất, Tả Ao tìm được đất Hàm rồng ở ngoài nơi hải đảo để táng. Đến ngày giờ định táng thì trời gió to sóng lớn, không mang ra được. Lát sau trời yên, biển lặng ở đó nổi lên một bãi bồi, Tả Ao bèn than rằng: Đây là hàm rồng, năm trăm năm rồng mới há miệng một lần trong một khắc. Trời đã không cho thì đúng là số rồi. Rồi Tả Ao chán nản gia cảnh, bỏ quê hương chu du khắp bốn phương để chữa bệnh, tìm đất giúp người.
Khi già yếu, Tả Ao cũng đã chọn cho mình chỗ an táng kiểu đất Nhất khuyển trục quần dương (chó đuổi đàn dê) ở xứ Đồng Khoai. Nếu táng được ở đây thì chỉ ba ngày sau là thành Địa Tiên. Tả Ao có hai người con trai nhưng do Tả Ao chu du thiên hạ, không màng danh vọng, bổng lộc nên gia cảnh, con cái thì bần hàn. Lúc sáu lăm tuổi, biết mình sắp về chầu tiên tổ nên bảo hai con khiêng đến chỗ ấy, để nằm dưới mộ và sẽ tự phân kim (chôn lúc chưa chết hẳn), dặn con cứ thế mà làm. Mới được nửa đường, biết là sẽ chết trước khi đến nơi nên Tả Ao bèn chỉ đại một gò bên đường mà dặn con rằng: Chỗ kia là ngôi Huyết thực, bất đắc dĩ thì cứ táng ở đó, sẽ được người ta cúng tế. Hai con bèn táng luôn ở đó (Sách Tang thương ngẫu lục của Phạm Đình Hổ và Nguyễn Án - Nhà xuất bản Văn học 2001, sách Nam Hải dị nhân của Phan Kế Bính - Nhà xuất bản Thanh niên 1999).
Tả Ao tìm được chỗ táng cho thân mẫu ngoài bãi biển nhưng khi chuẩn bị táng thì mưa gió, sóng biển ầm ầm nên người anh trai sợ mất mộ nên không cho táng. Khi Tả Ao ngã bệnh phương xa mới sai học trò đưa về để táng tại nơi đã chọn. Về được nửa đường người học trò đó lại mất trước, Tả Ao hay tin thì ốm nặng bèn sai người nhà mang đến chỗ ấy. Đường thì xa, liệu chừng không đưa được đến nơi nên bèn chỉ cái gò bên dọc đường... (Sách Nam Hải dị nhân của Phan Kế Bính - Nhà xuất bản Thanh niên 1999).
Ngày nay ở Việt Nam vẫn còn nhiều truyền thuyết, giai thoại được sách vở ghi lại, truyền miệng trong dân gian như việc Tả Ao và Cao Biền thi thố tài năng (như Tả Ao phá trấn yểm của Cao Biền trên núi Tản Viên ở Hà Nội, núi Hàm Rồng ở Thanh Hóa,…), các truyền thuyết, giai thoại Tả Ao tìm nơi đất tốt để đặt đình chùa, đền miếu, mồ mả, nhà cửa; giúp dân nghèo, trị kẻ gian ác. Tương truyền làng này có tục nọ, nghề kia là do Tả Ao chọn đất, hướng đình; họ này phát danh khoa bảng, họ kia phát công hầu khanh tướng là do Tả Ao tìm long mạch, huyệt đạo đặt mồ mả. Có một truyền thuyết còn lưu truyền đến ngày nay tại thôn Nam Trì xã Đặng Lễ huyện Ân Thi tỉnh Hưng Yên (nơi có đền thờ Tả Ao): Truyền tích gắn liền với ngôi đền thờ Tả Ao làng Nam Trì còn lưu truyền đến ngày nay là thời kỳ Tả Ao ở khu vực Hưng Yên một thời gian. Tả Ao về huyện Thiên Thi (tên cũ của Ân Thi) đã cắm đất, chọn ngày xây đình chùa, đặt mồ mả để cho hai làng Thổ Hoàng (nay thuộc thị trấn Ân Thi) và Hới (tức làng Hải Triều, trước thuộc huyện Tiên Lữ, nay thuộc Hưng Yên) phát về đường khoa cử, giàu có nên lưu truyền trong dân gian câu ngạn ngữ nhất Thi nhì Hới. Tại Nam Trì, Tả Ao đã giúp dân làng lập lại làng, chuyển đền, chùa và tìm đất đặt mộ phần cho họ Đinh tại gò Tam Thai vượng về võ tướng. Đến năm Giáp Thìn niên hiệu Quảng Hòa thứ 4 (1544) đời Mạc Phúc Hải, người họ Đinh làng Nam Trì là Đinh Tú đỗ Đệ tam giáp Đệ tam giáp đồng tiến sĩ xuất thân và được bổ nhiệm làm quan Hiến Sát xứ Hải Dương, được phong tước Phù Nham bá. Hậu duệ của Đinh Tú (lăng mộ tại Nam Trì), chuyển sang sống ở làng Hàm Giang (Hàn Giang) huyện Cẩm Giàng là Đinh Văn Tả là một danh tướng thời Lê-Trịnh.

## Đền thờ
Có rất nhiều truyền thuyết, giai thoại được sách vở ghi lại, nhất là giai thoại khi Tả Ao mất, táng ở "ngôi Huyết thực" để được một làng cúng tế. Thực tế, cũng chưa thấy ở đâu (kể cả ở quê hương) có đền thờ Tả Ao và cũng không thấy Tả Ao được phong thần. Hiện nay, có lẽ là duy nhất ở thôn Nam Trì xã Đặng Lễ huyện Ân Thi tỉnh Hưng Yên có thờ Tả Ao. Đền Nam Trì nguyên thờ tam vị Thượng đẳng phúc Thần: Thừa tướng Lữ Gia (Bảo Công), tướng Nguyễn Danh Lang (Lang Công), Cao Biền (Cao Vương) và Tả Ao gắn với Lễ hội Nam Trì (hay Lễ hội: Bảo, Lang, Biền). Trong danh sách 7 vị thần thờ ở đền Nam Trì (3 vị trên và 1 vị phu nhân Lữ Gia và 2 vị phu nhân Cao Biền) thì vị thứ 7 là Nguyễn Lang nhưng thực tế ở Nam Trì thì chỉ biết vị thứ 7 là Tả Ao chứ không biết Nguyễn Lang là ai.
Theo lịch sử và thần tích thờ tự đền Nam Trì thì khi Tả Ao giúp dân làng lập lại làng, chuyển chùa, đền thờ về phía Tây Nam; nhớ công ơn Tả Ao dân làng Nam Trì đã tôn Tả Ao là vị Bản cảnh Thành hoàng và thờ cùng tam vị Thượng đẳng phúc Thần từ đó đến nay. Hiện trong đền Nam Trì có câu đối của Tả Ao tả về địa lý, phong thủy làng Nam Trì: Tây lộ khê lưu kim tại hậu - Đông giang thủy tụ mộc cư tiền nghĩa là phía tây của đường làng có dòng nước chảy, phía sau của làng là hướng Tây Bắc (hướng tây bắc hành kim) - phía đông làng có sông nước tụ làng nhìn về hướng đông nam (hướng đông nam hành mộc).